# Popa (genre)
Genre
Popa est un genre d'insectes de la famille des Deroplatyidae (ordre des Mantodea).

## Répartition
Les espèces de ce genre se rencontrent en zone afrotropicale.

## Description

### Diagnose
Ce genre est affilié aux mantes avec une structure de la tête similaire, des pattes plus courtes et plus fortes et de disposition différente.
Le corps est très allongé. La tête est transversale en vue de dessus avec deux tubercules subconiques en arrière et des deux côtés et trois tubercules au milieu.
Le thorax est allongé, rugueux et légèrement élargi au-dessus des hanches. Les élytres et les ailes sont complets. L'abdomen est très allongé. Les pattes sont courtes et fortes. Les hanches sont sub triangulaires vers l'avant, élargies au-dessus de l'apex et à mi apex des fémurs.

### Description détaillée
Le genre présente des mâles macroptères et des femelles mésoptères contrairement aux autres Popini chez lesquels les mâles sont mésoptères et les femelles brachyptères à microptères.
L'apophyse phalloïde du lobe antérieur est absente.

## Systématique
Le genre Popa a été nommé et décrit en 1856 par l'entomologiste suédois Carl Stål avec pour espèce type Popa spurca Stål, 1856 par désignation subséquente.

### Remarque
Certaines bases de données et quelques auteurs, donnent la paternité du genre à Jean Guillaume Audinet-Serville en 1839 alors que d'autres auteurs,, l'attribuent à Stål. Il s'avère que si la publication d'Audinet-Serville fait référence à Ambivia undata (Fabricius, 1793) qui a été un temps considérée comme une Popa, elle ne fait nullement référence au genre Popa.

### Publication originale
- Stål, C. 1856. Orthoptera cursoria och Locustina från Cafferlandet. Öfversigt af Kongl. Vetenskaps-Akademiens Forhandlingar, 13: 165-170 (p.169)

### Liste des espèces
Ce genre semble être monotypique avec deux sous-espèces :
- Popa spurca Stål, 1856
  - Popa spurca spurca Stål, 1856
  - Popa spurca crassa (Giglio-Tos, 1917)